# Саюр-асем
Саю́р-асе́м, также произносится саю́р-аса́м (индон. sayur asem, sayur asam, буквально — «кислые овощи» либо «тамариндные овощи») — блюдо индонезийской кухни. Представляет собой смесь различных овощей, фруктов и орехов, сваренную в мясном бульоне либо в воде с добавлением большого количества специй и пряностей. Особой популярностью пользуется на Яве.
Имеет множество разновидностей. Наиболее распространёнными компонентами блюда являются чайот съедобный, кукуруза, джекфрут, водяной шпинат, вигна, билимби, арахис, мелинджо.

## Происхождение и распространение
Метод приготовления плодоовощных продуктов, используемый в саюр-асеме, традиционен для ряда областей Индонезии. Особой популярностью он пользуется на западной части острова Ява, бо́льшую часть населения которой составляют сунданцы, а также на Северной Суматре, среди батаков. Применение подобной кулинарной обработки обусловлено тем, что варка с большим количеством специй и пряностей не только придаёт овощам, фруктам и орехам определённые вкусовые качества, но и обеспечивает их длительную сохранность в условиях жаркого и влажного климата.
Вместе с тем, современный облик данного блюда сложился относительно недавно, поскольку многие из растений, которые обеспечивают наиболее популярные компоненты саюр-асема, в частности, чайот съедобный, арахис и кукуруза, не относятся к числу туземных индонезийских сельскохозяйственных культур, а были акклиматизированы здесь европейскими колонизаторами.

## Приготовление и разновидности
Для приготовления кушанья часто используются не только овощи — такие, как чайот съедобный, фасоль, репчатый лук, огурцы, капуста, цукини, помидоры, паприка, баклажаны, но и некоторые виды фруктов — билимби, джекфрут, папайя, орехи — арахис, мелинджо, травянистые растения — водяной шпинат, сельдерей, а также такая зерновая культура, как сахарная кукуруза. При этом блюдо в любом случае называется «саюр-асем» — «кислые овощи».
Обычно блюдо представляет собой смесь из трёх — пяти компонентов. Орехи и фасоль используют в целом виде, овощи, билимби, мякоть джекфрута и початки кукурузы нарезают кусками. Арахис обычно лущат, но нередко готовят и в скорлупе. В случае с мелинджо в ход идут и орехи, и листья.
Для проварки чаще всего используют мясной, обычно говяжий бульон, реже — воду. С учётом того, что саюр-асем исторически является блюдом небогатого местного населения, бульон для него традиционно готовят из костей и наименее ценной части мясной обрези и субпродуктов.
В бульон добавляют сахар, соль и определённый набор специй и пряностей, важнейшей составной частью которого, как правило, является тамаринд. Наряду с последним чаще всего в ход идут чеснок, лук-шалот, перец чили, имбирь, калганный корень, орешки лумбанга. Как правило, перед заправкой в бульон специи смешивают и измельчают в ступке либо с помощью блендера. Помимо специй и пряностей, для придания блюду более сложного вкуса и аромата в бульон иногда добавляют также креветочную пасту, измельчённую вяленую рыбу, томатную мякоть либо томатную пасту, а также различные готовые соусы.
Овощи, фрукты и орехи варят в заправленном специями бульоне до полной готовности. В готовом виде блюдо представляет собой очень густой овощной суп, в котором твёрдые ингредиенты по объёму обычно заметно превосходят жидкость.
Существует довольно много разновидностей блюда, различающихся между собой по составу или по некоторым тонкостям приготовления. Некоторые из них являются традиционными кулинарными специалитетами определённых местностей или этнических групп. Так, в западнояванском Бандунге излюбленным ингредиентом саюр-асема является водяной шпинат, а в калимантанском Банджармасине — бок-чой. В округе Баньюмас на южном побережье Центральной Явы традиционной популярностью пользуется саюр-асем из вигны спаржевой, капусты, сельдерея, зелёного лука и стеблей каладиума. Вариант кушанья, популярный среди батаков-каро, предусматривает использование в качестве основной специи бутонов этлингеры высокой. Блюда, широко известные в Индонезии как саюр-асем по-сундански, саюр-асем по-явански и саюр-асем по-джакартски не имеют принципиальных различий по основным продуктам: во всех трёх видах кушанья обычно используются кукуруза, арахис, вигна спаржевая, плоды и листья мелинджо, чайот либо папайя. Однако из-за разницы в наборах вкусовых добавок два первых приобретают сильный пряно-сладковатый вкус, жидкость в них становится мутной и имеет насыщенный темно-оранжевый или коричневый цвет, тогда как в последнем она почти прозрачна, а вкус блюда обычно остро-солоноватый.
Состав ингредиентов и специй роднит саюр-асем с другим популярным блюдом индонезийской кухни — саюр-лоде, которое также готовится из различных овощей. Однако если рецептура саюр-асема предполагает варку овощей в бульоне или воде, то то саюр-лоде — в кокосовом молоке. Кроме того, в последнее из этих блюд достаточно часто добавляются тофу либо темпе и, реже, мясо или курятина.

## Подача и употребление
Саюр-асем является популярным блюдом домашней кухни. Однако его нередко подают и в заведениях общественного питания, специализирующихся на национальной индонезийской кухне, а также продают на традиционных рынках. Большое количество специй обычно обеспечивает сохранность блюда в течение нескольких дней даже без холодильника.
Свежеприготовленный саюр-асем употребляют в пищу в горячем виде, однако в дальнейшем часто подают и холодным. Он может служить как самостоятельным блюдом — в этом случае к кислым овощам нередко подают порцию варёного риса, так и закуской. Кроме того, весьма часто кислые овощи, фрукты и орехи играют роль гарнира к различным мясным, рыбным либо рисовым блюдам.